# Парсонс (Канзас)
Парсонс (англ. Parsons) — місто (англ. city) в США, в окрузі Лабетт штату Канзас. Населення — 9600 осіб (2020).

## Географія
Парсонс розташований за координатами 37°20′2″ пн. ш. 95°15′54″ зх. д. / 37.33389° пн. ш. 95.26500° зх. д. (37.334013, -95.264998).  За даними Бюро перепису населення США в 2010 році місто мало площу 27,69 км², з яких 27,47 км² — суходіл та 0,23 км² — водойми.

### Клімат
| Клімат : Парсонс        | Клімат : Парсонс | Клімат : Парсонс | Клімат : Парсонс | Клімат : Парсонс | Клімат : Парсонс | Клімат : Парсонс | Клімат : Парсонс | Клімат : Парсонс | Клімат : Парсонс | Клімат : Парсонс | Клімат : Парсонс | Клімат : Парсонс | Клімат : Парсонс |
| Показник                | Січ.             | Лют.             | Бер.             | Квіт.            | Трав.            | Черв.            | Лип.             | Серп.            | Вер.             | Жовт.            | Лист.            | Груд.            | Рік              |
| Абсолютний максимум, °C | 25,0             | 29,4             | 33,3             | 36,7             | 35,0             | 40,0             | 46,1             | 43,3             | 41,7             | 36,1             | 28,3             | 25,0             | 46,1             |
| Середній максимум, °C   | 5,6              | 8,9              | 13,9             | 19,4             | 24,4             | 28,9             | 32,2             | 32,2             | 27,2             | 21,1             | 13,9             | 6,7              | 19,6             |
| Середній мінімум, °C    | −5,6             | −3,3             | 1,7              | 7,2              | 12,8             | 17,8             | 20,6             | 19,4             | 14,4             | 7,8              | 1,7              | −3,9             | 7,6              |
| Абсолютний мінімум, °C  | −27,2            | −26,7            | −18,9            | −7,8             | −0,6             | 6,7              | 9,4              | 8,3              | −2,2             | −8,3             | −14,4            | −27,2            | −27,2            |
| Норма опадів, мм        | 36               | 47               | 81               | 111              | 151              | 140              | 100              | 84               | 119              | 98               | 75               | 52               | 1094             |
| ----------------------- | ---------------- | ---------------- | ---------------- | ---------------- | ---------------- | ---------------- | ---------------- | ---------------- | ---------------- | ---------------- | ---------------- | ---------------- | ---------------- |
| Джерело: weather.com    |                  |                  |                  |                  |                  |                  |                  |                  |                  |                  |                  |                  |                  |

## Демографія
Згідно з переписом 2010 року, у місті мешкало 10 500 осіб у 4351 домогосподарстві у складі 2586 родин. Густота населення становила 379 осіб/км².  Було 5034 помешкання (182/км²).
Расовий склад населення:
| - 84,3 % — білих - 8,6 % — чорних або афроамериканців - 1,4 % — корінних американців - 0,6 % — азіатів |

До двох чи більше рас належало 4,3 %. Частка іспаномовних становила 5,7 % від усіх жителів.
За віковим діапазоном населення розподілялося таким чином: 24,7 % — особи молодші 18 років, 59,9 % — особи у віці 18—64 років, 15,4 % — особи у віці 65 років та старші. Медіана віку мешканця становила 37,8 року. На 100 осіб жіночої статі у місті припадало 94,3 чоловіків;  на 100 жінок у віці від 18 років та старших — 89,1 чоловіків також старших 18 років.
Середній дохід на одне домашнє господарство  становив 45 269 доларів США (медіана — 35 818), а середній дохід на одну сім'ю — 54 809 доларів (медіана — 43 776). Медіана доходів становила 32 449 доларів для чоловіків та 26 089 доларів для жінок. За межею бідності перебувало 22,1 % осіб, у тому числі 26,4 % дітей у віці до 18 років та 10,9 % осіб у віці 65 років та старших.
Цивільне працевлаштоване населення становило 4556 осіб. Основні галузі зайнятості: освіта, охорона здоров'я та соціальна допомога — 37,1 %, виробництво — 19,2 %, роздрібна торгівля — 8,5 %, мистецтво, розваги та відпочинок — 5,6 %.